# Liste der Abgeordneten zum Greizer Landtag (1878–1881)
Diese Liste nennt die Abgeordneten zum Greizer Landtag 1878–1881.

## Vorbemerkungen
Der Greizer Landtag bestand 1867 bis 1919. Bis 1918 wurden die Abgeordneten auf sechs Jahre gewählt. Alle drei Jahre schied eine Hälfte der Abgeordneten aus und wurde neu gewählt. Entsprechend teilt sich die Liste nach den Wahlen in 3-Jahresabschnitte auf. Neben den Abgeordneten wurden auch individuelle Stellvertreter gewählt. Diese sind aufgeführt, wenn sie an Landtagen teilgenommen haben.
Unter „Wahlbezirk“ ist angegeben, wie die Wahl zustande kam.
- Drei der Mitglieder wurden vom Fürsten ernannt, gekennzeichnet mit „F“
- Zwei der Mitglieder wurden von den Ritterguts- und Großgrundbesitzern in direkter Wahl gewählt, gekennzeichnet mir „RG“
- Sieben Mitglieder wurden von den übrigen Staatsbürgern in indirekter Wahl gewählt, gekennzeichnet mit „AW“. AW 1 und 2 entsprachen jeweils eine Hälfte der Stadt Greiz, AW 3 der Stadt Zeulenroda, AW 4 bis 6 waren Landgemeinden der Herrschaft Greiz und AW 7 die Landgemeinden der Herrschaft Burgk.

Das Parteienwesen entstand erst im Laufe der Zeit. Für die Anfangszeit ist unter „Partei“ die politische Richtung des Abgeordneten angegeben, als NL für Nationalliberal oder kons für Konservativ.

## Liste
Die 1874 sowie 1877 gewählten Abgeordneten wären eigentlich bis 31. Dezember 1879 bzw. 31. Dezember 1882 gewählt worden. Aufgrund der Landtagsauflösung endete die Mandatszeit für alle Abgeordneten jedoch bereits am 29. Juli 1878. Entsprechend fand 1878 eine vollständige Wahl aller Abgeordneten statt, die jeweils Mandatsdauer wurde -wie beim ersten Landtag- ausgelost.
| Name                            | Wohnort           | Wahlbezirk | gewählt bis       | Partei   | Anmerkung                                                                            |
| ------------------------------- | ----------------- | ---------- | ----------------- | -------- | ------------------------------------------------------------------------------------ |
| Heinrich Arnold                 | Greiz             | AW 1       | 11. November 1881 | DkP      | 0                                                                                    |
| Theodor von Dietel              | Greiz             | AW 7       | 11. November 1884 | DkP      | 0                                                                                    |
| Gottfried Heinrich Dietzel      | Hain              | AW 5       | 11. November 1881 | DkP      | 0                                                                                    |
| Richard von Geldern-Crispendorf | Greiz             | F          | 11. November 1884 | kons     | 0                                                                                    |
| Otto Henning                    | Greiz             | AW 2       | 11. November 1884 | NLP/RFKP | Landtagsvizepräsident                                                                |
| Friedrich Hofmann               | Möschlitz         | AW 7       | 11. November 1884 | ./.      | Vom 6. bis 22. Dezember 1879 als Vertreter von Dietel                                |
| Franz Ferdinand Hupfer          | Gottesgrün        | RG         | 11. November 1881 | ./.      | 0                                                                                    |
| Eduard Knoll                    | Greiz             | F          | 11. November 1881 | ./.      | Landtagspräsident                                                                    |
| Franz Ludwig                    | Zeulenroda        | AW 3       | 11. November 1881 | ./.      | Vom 6. bis 22. Dezember 1879 und vom 28. Mai bis 1. Juni 1881 Vertreter für Schopper |
| Carl Schopper                   | Zeulenroda        | AW 3       | 11. November 1881 | ./.      | 0                                                                                    |
| Friedrich Trütschler            | Herrmannsgrün     | AW 4       | 11. November 1881 | ./.      | 0                                                                                    |
| Karl Weidinger                  | Greiz             | F          | 11. November 1884 | kons     | 0                                                                                    |
| Adolph Werner                   | Zeulenroda        | AW 6       | 11. November 1884 | ./.      | 0                                                                                    |
| Hugo Wittich                    | Rittergut Dörflas | RG         | 11. November 1884 | ./.      | 0                                                                                    |